# Palmeolie
Palmeolie er en spiselig vegetabilsk olie udvundet fra frugtkødet fra oliepalmer, primært fra den afrikanske oliepalme (Elaeis guineensis) og i nogle tilfælde fra den amerikanske oliepalme (Elaeis oleifera) og maripa-palmen (Attalea maripa). En palme kan give flere hundrede kg frugt om året.
Palmeolie er naturlig rødlig i farven, grundet det høje indhold af betakaroten. Det er ikke at forveksle med palmekerneolie, udvundet fra kernen af samme frugt eller kokosolie udvundet fra kernen af kokospalmen (Cocos nucifera). De er forskellige i farven (rå palmekerneolie mangler karotiner og er ikke rødlig). Forskel i mættet fedtindhold: Palmefrugtkødets olie er 49% mættet, mens palmekerneolie og kokosolie er hhv. 81% og 86% mættet fedt.
Sammen med kokosolie, er palmeolie en af de få højt mættede vegetabilske fedtsyrer og er tyktflydende/fast ved stuetemperatur.
Palmeolie er ofte brugt som ingrediens i madlavning i det tropiske bælte Afrika, Sydøstasien og dele af Brasilien. Anvendelsen i den kommercielle madvareindustri og andre dele af verden er stort på grund af den lave pris og den høje oliesyrestabilitet (mættet) af det raffinerede produkt ved stegning. Desuden bruges det i kosmetik og biodiesel; EU brænder 4-5 mio tons om året i dieselmotorer og varmeforsyning med en drivhuseffekt der kan være værre end fossilt diesel, i mængder som er langt større end de største firmaers forbrug i madvarer og sæbe.
EU og Danmark lovgiver om biobrændstof.
Anvendelsen af palmeolie i madvarer og energi har vakt bekymring hos miljøaktivister. Det høje udbytte af træerne har sat gang i større dyrkning, som har ledt til rydning af skove i dele af Indonesien og Malaysia, for at gøre plads til oliepalme-monokultur. Det har resulteret i betydelige tab af naturareal til bl.a orangutangen, hvor begge arter er truet; specielt sumatra-orangutangen er blevet udnævnt til meget truet. I 2004 blev RSPO (Roundtable on Sustainable Palm Oil) stiftet, for at arbejde sammen med palmeolieindustrien vedrørende disse bekymringer. Derudover blev der som svar på rydning af skove, lavet en lov af regeringen i Malaysia, om at opretholde mindst halvdelen af nationens land dækket af skov. RSPO-områders skadelige virkning er mindre end i øvrige områder.

## Historie
Menneskets brug af palmeolie kan dateres tilbage til 5.000 år siden; i sidste del af 1800-tallet opdagede arkæologer en masse, de fandt i en grotte på Abydos som var tilbage fra 3.000 f.kr. Man mener at handelsmænd bragte palmeolie til Egypten.
Palmeolie fra E. guineensis har længe været kendt i de vestlige og centrale dele af afrikanske lande, og er ofte brugt som stegeolie. Europæiske handelsmænd, der handlede med det vestlige Afrika, købte ofte palmeolie til stegning i Europa.
Palmeolie blev meget efterspurgt af britiske handelsmænd til anvendelse som smørelse for maskiner under den industrielle revolution.
Palmeolie er grundstenen i sæbeprodukter, såsom Lever Brothers' (nu Unilever) "Sunlight" sæbe, og det amerikanske mærke Palmolive.
Omkring 1870 var palmeolie den primære eksportvare i nogle afrikanske lande, såsom Ghana og Nigeria, selvom det blev overgået af kakao i 1880'erne.

## Opbygning

### Fedtsyrer
Hovedartikel: Fedtsyre
Palmeolie er som alt andet fedt, opbygget af fedtsyrer, esterificeret med glycerin. Palmeolie har en specielt høj koncentration af mættet fedt, specielt af den 16-carbon mættede fedtsyre palmitinsyre, deraf navnet. Monoumættet organisk syre er også den største bestanddel i palmeolie. Uraffineret palmeolie er den største kilde til tocotrienol, del af vitamin E-familien.
Den omtrentlige koncentration af fedtsyre i palmeolie:
| Fedtsyre indhold i palmeolie                     | Fedtsyre indhold i palmeolie | Fedtsyre indhold i palmeolie | Fedtsyre indhold i palmeolie | Fedtsyre indhold i palmeolie |
| ------------------------------------------------ | ---------------------------- | ---------------------------- | ---------------------------- | ---------------------------- |
| Type fedtsyre                                    |                              |                              | procent                      |                              |
| Myristin mættet C14                              | Myristin mættet C14          |                              | 1.0%                         | 1.0%                         |
| Palmitin mættet C16                              | Palmitin mættet C16          |                              | 43.5%                        | 43.5%                        |
| Stearin mættet C18                               | Stearin mættet C18           |                              | 4.3%                         | 4.3%                         |
| Olie monoumættet C18                             | Olie monoumættet C18         |                              | 36.6%                        | 36.6%                        |
| Linol flerumættet C18                            | Linol flerumættet C18        |                              | 9.1%                         | 9.1%                         |
| Andre/Ukendte                                    | Andre/Ukendte                |                              | 5.5%                         | 5.5%                         |
| sort: Mættet; grå: Monoumættet; blå: Flerumættet |                              |                              |                              |                              |

### Karotener
Rød palmeolie er rigt på karoten, såsom alfa-karoten, beta-karoten og lycopen, hvilket giver den karakteristiske mørkerøde farve.

## Eksterne kilder og henvisninger
1. 1 2 3 4 5 6  "PALMEOLIENS SKJULTE PRIS" (PDF). NOAH (dansk miljøorganisation). maj 2019.
2. ↑  "Nye tal: Næsten to tredjedele af al palmeolie, der forbruges i EU, brændes af som energi – Rådet for bæredygtig trafik". 26. juni 2019.
3. ↑  Andersen, Louise Holst (29. juli 2019). "Rekordstore mængder importeret palmeolie ender i sort biodiesel". Ingeniøren.
4. 1 2  "Forskere: Palmeolie er en kæmpe trussel mod regnskoven og klimaet". videnskab.dk. 9. november 2021.
5. ↑  "BEK nr 1625 af 27/12/2019, Klima-, Energi- og Forsyningsministeriet". Retsinformation.
6. ↑  "EU-regel tvinger Danmark til at importere palmeolie, som fører til afbrænding af regnskov - TV 2". nyheder.tv2.dk. TV2. 18. november 2019.
7. ↑  Palmeolie skader skoven Arkiveret 7. april 2017 hos  Wayback Machine wwf.dk
8. ↑  "Hvorfor følge RSPO-principperne? - DI Fødevarer". www.danskindustri.dk.

- Wikimedia Commons har flere filer relateret til Palmeolie
- Om palmeolie